# Jonathan Browning

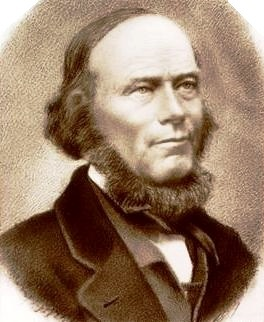
Jonathan Browning

Jonathan Browning (ur. 22 października 1805 w hrabstwie Sumner w stanie Tennessee, zm. 21 czerwca 1879 w Ogden, Utah) – amerykański wynalazca i producent broni.
Początkowo zarabiał na życie jako kowal, później został ślusarzem i rusznikarzem. Między rokiem 1834 a 1842, w czasie pobytu w Quincy w stanie Illinois, skonstruował powtarzalną strzelbę, wyposażoną w zamek ślizgowy. Jego wynalazek okazał się sukcesem, który przysporzył twórcy licznych odznaczeń. Ocenia się, że budowa jednej sztuki karabinu zajmowała około 2 tygodni. Browning sprzedawał broń po 24 dolary za sztukę.
Cieszący się lokalnym poważaniem w Quincy, Browning został wybrany na stanowisko sędziego pokoju. Zapoznał się z młodym prawnikiem Abrahamem Lincolnem, który nocował u niego w domu przynajmniej dwa razy.
W październiku 1838 roku gubernator Lilburn Boggs wydał akt, który zmusił mormońskich zwolenników Josepha Smitha do opuszczenia Missouri. Jako sędzia, Browning nawiązał kontakt z wieloma mormońskimi uchodźcami. Zainteresowany nową siedzibą członków sekty w bagnistych okolicach Nauvoo w stanie Illinois, Browning złożył wizytę w tej miejscowości. Spotkanie z mormońskim prorokiem Josephem Smithem przekonało Browninga do nawrócenia się na mormonizm. Zmiana wiary spowodowała jego wykluczenie ze wspólnoty w Quincy. Browning sprzedał swój sklep z bronią oraz posiadłość w Quincy. Następnie przeprowadził się do Nauvoo i wstąpił do wspólnoty mormonów w roku 1842. W nowym miejscu zamieszkania założył sklep z bronią. Strzelby wytwarzane przez Browninga w tym okresie etykietowane były napisem : "Świętość Pana – nasza ochrona". Sklep Browninga został później odrestaurowany i przeznaczony na muzeum. Można go bezpłatnie zwiedzać.
Browning uciekł z Illinois wraz z Brighamem Youngiem w roku 1846, aby uniknąć prześladowania ze względów religijnych. Zamieszkał w tymczasowej wspólnocie mormonów w gminie Bluffs w stanie Iowa (przemianowanej później na Kanesville na cześć Thomasa L. Kane'a). Browning trudnił się tam naprawą broni dla mormońskich osadników, którzy przenosili się do stanu Utah. Oczekiwał, że Brigham Young dołączy do głównego trzonu mormońskich osadników w Utah. Gdy w czasie wojny z Meksykiem utworzono Batalion Mormoński, Browning zamierzał wstąpić w jego szeregi, jednak Young wyperswadował mu ten pomysł z głowy, wyjaśniając, że jego umiejętności bardziej przydadzą się mormońskim pionierom zasiedlającym Kanesville niż żołnierzom, walczącym na froncie.
Zgodnie z panującym w mormońskiej wspólnocie zwyczajem, Browning był poligamistą. Miał trzy żony i 19 dzieci. Najbardziej znanym spośród z nich został John Moses Browning – projektant broni – jedna z najważniejszych postaci dla rozwoju nowoczesnej, automatycznej oraz półautomatycznej broni palnej.
W roku 1852 Browning przyjął propozycję przyłączenia się do głównego nurtu mormońskich osadników. Porzucił swój sklep z bronią w Iowa i wyruszył w drogę poprzez Góry Skaliste jako kapitan grupy pionierów. Przybył do doliny Wielkiego Jeziora Słonego z sześcioma wozami konnymi i 600 dolarami w kieszeni. Browning udał się do Ogden w stanie Utah i założył tam sklep z bronią. Jego działalność w nowym miejscu pracy ograniczała się do napraw strzelb. Syn wynalazcy, John Moses, wspominał tamten okres: Wyśmiewaliśmy niektóre spośród strzelb, które naprawialiśmy. Przeklinałem je nawet, gdy ojca nie było w pobliżu. Niestety, nigdy już nie udało nam się zbudować lepszych od nich. Ojciec był na to za stary, natomiast ja – za młody.